# توازن السوق
يتمثل توازن السوق في تلك الحالة من المشاركة التنافسية بين طرفي السوق المستهلكون والمنتجون وصولا للتوازن المرضي للطرفين ؛ فكلاهما يسعى إلى الآخر، ولا تتحقق مصلحته إلا بوجود الآخر ومع ذلك ينزل كل منهما إلى السوق، وهو يريد ان يحقق مصلحته على حساب الطرف الآخر، فالمستهلكون ينزلون إلى الأسواق وهم يرغبون شراء السلع والخدمات بأقل ثمن ممكن، بينما ينزل المنتجون والبائعون إلى السوق وهم يرغبون في البيع بأعلى ثمن ممكن. وعن طريق المساومة والتفاوض يتحلل كل طرف من رغبته في تعظيم مكاسبه، لكي يتقابلا عند نقطة سواء ترضي الطرفين، وتلك هي نقطة توازن السوق.
ان توازن السوق هو تلك النقطة التي يتمكن عندها العرض من الوفاء بالطلب بلا زيادة أو نقص.
وهذا هو التوازن “النظري” للسوق حيث لا يمكن على الدوام أن يكون العرض مساويا للطلب تماما بلا زيادة أو نقص. وبالرجوع إلى الظروف الواقعية؛ فإن منحنى الطلب يمثل العلاقة العكسية بين الثمن والطلب، فكلما زاد الثمن قل الطلب والعكس صحيح. بينما منحنى العرض يوضح العلاقة الطردية بين الثمن والعرض، فكلما زاد الثمن زاد العرض والعكس صحيح.
بعض الملاحظات الهامة على توازن السوق:
1. ينخفض الطلب تدريجيا مع زيادة الثمن، حيث كلما زاد الثمن خرج غير القادرين على دفعه من السوق. وهذا يعني وجود عجز غير مشبع في الطلب.
2. خروج غير القادرين من السوق ؛ معناه أن المنتجين قد خسروا جزء من السوق ؛ ومن ثم سوف يتراكم المخزون و تتباطأ عجلة الإنتاج مستقبلا. ومن ثم لابد من البحث عن السبل الكفيلة بإشباع هذا الطلب عن طريق إعادة توليف عناصر الإنتاج واستغلال الطاقات العاطلة لتخفيض النفقات والأسعار لكي يتم إشباع الطلب غير المشبع.
3. في ظل الظروف السابقة تسود سوق البائعين بمعنى أن المجهود الأكبر للبحث عن السلعة يقع على عاتق المشتري وتقل القدرة التفاوضية للمشتري ويتشدد البائعون والمنتجون في شروطهم. إلا أن هذا الوضع لن يدوم إلا لفترة قصيرة، وسوف يسعى المنتجون والبائعون في الأجل الطويل إلى زيادة الاستثمارات واستغلال كافة الطاقات المتاحة لزيادة العرض حتى تزداد الإيرادات والأرباح. وفي نفس الوقت يسعى المستهلكون إلى بذل مزيد من الثمن ؛ ولا يتحقق هذا عادة إلا بقيام الحكومة بزيادة دخول الناس؛ لا تخفيضها مما يتتطلب زيادة الرواتب والاجور وتخفيض الضرائب الخ، حتى يتم العمل على إشباع العجز في الطلب ؛ أي تحقيق توازن جديد لسوق السلعة (السلع) أو الخدمة وهكذا يتقارب الطرفان حتى يصلا إلى نقطة يكون السعر فيها مرضيا لأكثر المتعاملين في السوق وهي ما يطلق عليها نقطة التوازن.
4. نقطة التوازن هي نقطة استقرار السوق، وهذه النقطة ليست ثابتة لجميع السلع ولا حتى للسلعة الواحدة إلا في الأجل القصير، لان المتغيرات الحاكمة للسوق في صعود وهبوط بشكل دائم مما يؤدي إلى ارتفاع نقطة التوازن أو انخفاضها حسب الأحوال.
5. بعد نقطة التوازن ؛ وسعيا وراء تعظيم الأرباح يلهث المنتجون إلى عرض مزيد من البضاعة في السوق، وكلما زاد العرض مع بقاء الطلب عند نفس المستوى؛ يقل الثمن فيدخل بعض المستهلكين إلى السوق فيحدث عجز تدريجي مما يرفع الأسعار فيحدث التوازن عند نقطة اعلى مما سبق. في هذه الحالة يتحول السوق إلى سوق بائعين، وتزداد الجهود المطلوبة من المشترين للحصول على السلعة.

و عند تلك الظروف طمعا من البائعين لزيادة المبيعات والارباح، يدخر المنتجون والبائعون كل جهد لزيادة العرض فيقل الثمن ويتحقق التوازن عند نقطة اقل مما سبق. فتظهر نقطة توازن جديدة عند سعر أقل مما سبق. تلك الحالة هي ما يطلق عليه حركية دينامية السوق.
و الخلاصة أن تحريك المياه الراكدة و تشغيل عجلة الإنتاج يتطلب من الحكومة ومن المنتجين معا توفير كل الفرص لزيادة الطلب لتدور عجلة الإنتاج ؛ الحكومة تزيد الدخول، والمنتجون يخفضون الاسعار.